# 徐貞明
徐貞明（1538年—1590年），字伯繼，號孺東，江西廣信府貴溪縣人，明朝政治人物。

## 生平
嘉靖四十年（1561年）辛酉科江西鄉試第十九名舉人，隆慶五年（1571年）中式辛未科會試第二十七名，三甲第一百四十八名進士。刑部觀政，授浙江山陰縣知縣，萬曆三年（1575年）七月升工科給事中，四年（1576年）三月以事降三級，謫太平府知事，五年（1577年）升漢陽府推官，丁憂歸。
萬曆十一年（1583年）起為處州府推官，升兵部職方司主事，十月改尚寶司丞，上书建议兴修河北水利工程，在北方推行水田种植水稻，来减轻东南漕运压力。兵部尚书谭纶赏识他，推荐他为尚宝司少卿，实地勘探水利之事。十三年（1585年）九月升尚寶司少卿兼河南道监察御史，领垦田使，招募民工在永平等地区垦田39000多亩。他的兴修水利计划被勋戚宦官阻碍，致仕归里，十八年（1590年）卒於家。著有《潞水客談》。

## 家族
曾祖徐壽寧；祖父徐鑾，贈工部員外郎；父徐九思，高州府知府。嫡母周氏（封安人）；生母王氏。具慶下。

## 延伸阅读
[在维基数据编辑]
 《明史卷二百二十三》，出自《明史》